# Данбар (Висконсин)
Данбар (енгл. Dunbar) насељено је место без административног статуса у америчкој савезној држави Висконсин.

## Демографија
По попису из 2010. године број становника је 50.
| Група             | 2000.    | 2010.      |
| Белци             | 0 (0,0%) | 43 (86,0%) |
| Афроамериканци    | 0 (0,0%) | 0 (0,0%)   |
| Азијати           | 0 (0,0%) | 1 (2,0%)   |
| Хиспаноамериканци | 0 (0,0%) | 4 (8,0%)   |
| Укупно            | 0        | 50         |